# Parque nacional del Karakoram Central
El parque nacional del Karakoram Central o simplemente el parque nacional de Karakorum es un espacio protegido con el estatus de parque nacional en las áreas del norte del país asiático de Pakistán, que comprende los glaciares Baltoro, Panmah, Biafo, Hispar y sus glaciares tributarios. El parque nacional se encuentra sobre todo en el distrito de Skardu de los Territorios del Norte, pero que también incluye áreas dentro del distrito de Gilgit